# 1018
| Calendário gregoriano                                                        | 1018 MXVIII                                          |
| Ab urbe condita                                                              | 1771                                                 |
| Calendário arménio                                                           | 467 – 468                                            |
| Calendário bahá'í                                                            | -826 – -825                                          |
| Calendário budista                                                           | 1562                                                 |
| Calendário chinês                                                            | 3714 – 3715 Início a 20 de janeiro (aproximadamente) |
| Calendário copta                                                             | 734 – 735                                            |
| Calendário etíope                                                            | 1010 – 1011                                          |
| Calendários hindus - Vikram Samvat - Calendário nacional indiano - Cáli Iuga | 1073 – 1074 939 – 940 4118 – 4119                    |
| Calendário Holoceno                                                          | 11018                                                |
| Calendário islâmico                                                          | 408 – 409                                            |
| Calendário judaico                                                           | 4778 – 4779                                          |
| Calendário persa                                                             | 396 – 397                                            |
| Calendário rúnico                                                            | 1268                                                 |
| Calendário solar tailandês                                                   | 1561                                                 |

1018 (MXVIII, na numeração romana) foi um ano comum do século XI do Calendário Juliano, da Era de Cristo, e a sua letra dominical foi E (52 semanas), teve início a uma quarta-feira, terminou também a uma quarta-feira. No território que viria a ser o reino de Portugal estava em vigor a Era de César que já contava 1056 anos.
| Ano completo                        |
| ----------------------------------- |
| Ano comum com início à quarta-feira |

## Eventos
- Canuto, o Grande torna-se rei da Dinamarca sucedendo ao seu irmão Haroldo II.
- o fim da longa guerra polaco - alemã, o pacto de paz em Bautzen (Budziszyn).
- o príncipe polaco Boleslau I conquista Kiev.
- O Algarve torna-se um condado dependente de Córdova.

## Nascimentos
- Rei Canuto II de Inglaterra. (data provável)

## Mortes
- 25 de Fevereiro - Raimundo Borel I de Barcelona, conde de Barcelona n. 972.
- Guilherme II da Provença, conde de Arles, Provença n. 982.